# HMS Belfast (C35)
HMS Belfast este o navă de război britanică care a fost cel mai mare crucișător de categorie ușoară în forțele navale militare ale Royal Navy, în timpul celui de-al Doilea Război Mondial.
Din anul 1971 nava este transformată în muzeu, fiind ancorată pe Tamisa, la Londra. Codul de identitate al navei HMS Belfast era C35.
Construirea navei HMS Belfast a început la sfârșitul anului 1936 la firma Harland and Wolff din Belfast.
Chiar la începutul războiului, în noiembrie 1939, nava a fost avariată de o mină marină germană. După reparațiile și renovările care au durat trei ani, HMS Belfast a fost folosită, printre altele, la însoțirea convoaielor prin Arctica, la Bătălia pentru Normandia și a jucat un rol important în scufundarea cuirasatului Scharnhorst.
În timpul invaziei Normandiei din iunie 1944, HMS Belfast a bombardat porțiunea de țărm unde a debarcat batalionul Royal Ulster Rifles.
În timpul războiului coreean, în anul 1951 nava a bombardat în asociere cu alte unități de militare ONU, poziții din Coreei de Nord, astfel sprijiniind din nou unități ale Royal Ulster Rifles. În urma acestori atacuri, a fost necesară înlocuirea tuturor tunurilor. 
În anul 1965, HMS Belfast a fost scoasă din serviciu și în 1971 transformată în muzeu. Astăzi nava aparține muzeului englez Imperial War Museum și pote fi rezervată pentru spectacole. De la darea ei în funcțiune ca muzeu, nava a părăsit locul ei doar de două ori, pentru întrețineri în doc, ultima data în anul 1999.
- În anul 1984 HMS Belfast a servit ca locație pentru videoul cîntecului „People Are People” al formației britanice Depeche Mode.

- În anul 1985 pe HMS Belfast a avut loc concertul pentru albumul „Rum, Sodomy And The Lash” al trupei The Pogues.

## Galerie de imagini

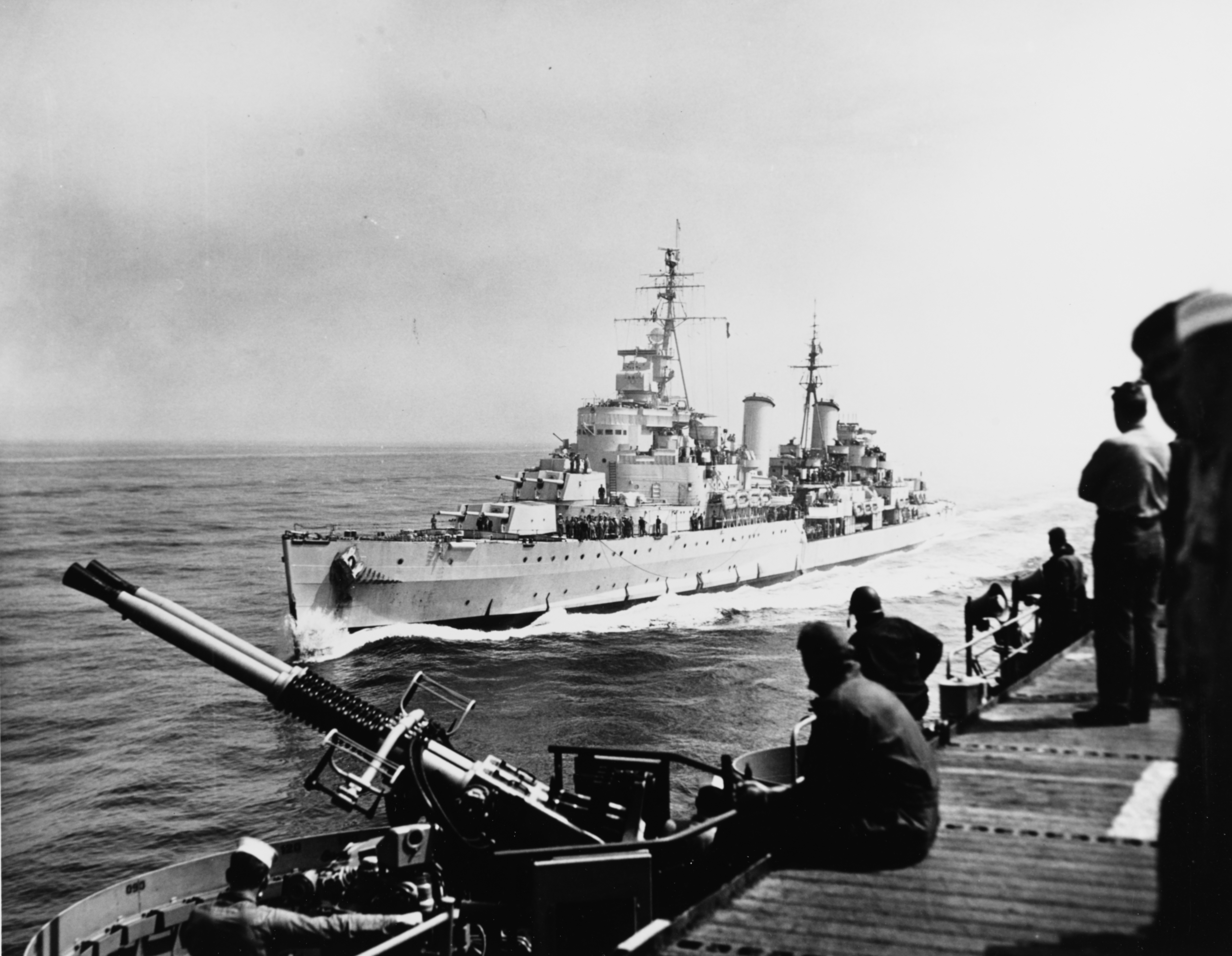
HMS Belfast în apropierea Coreei, 27 mai 1952
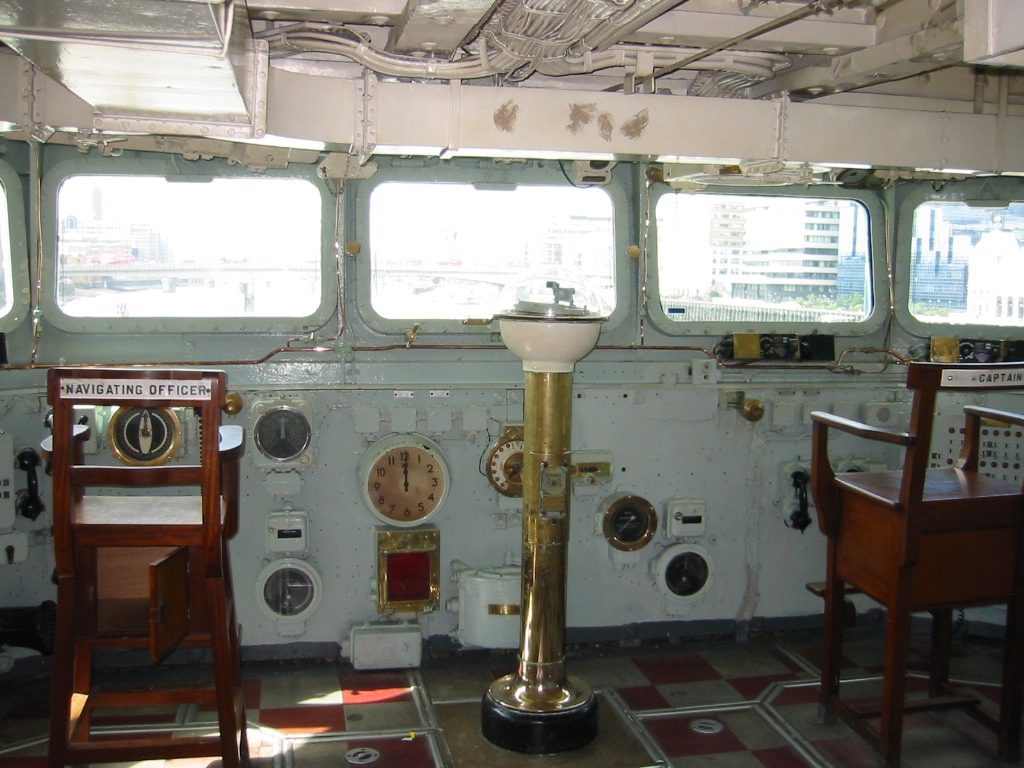
Cabina de comandă și scaunul căpitanului pe HMS Belfast
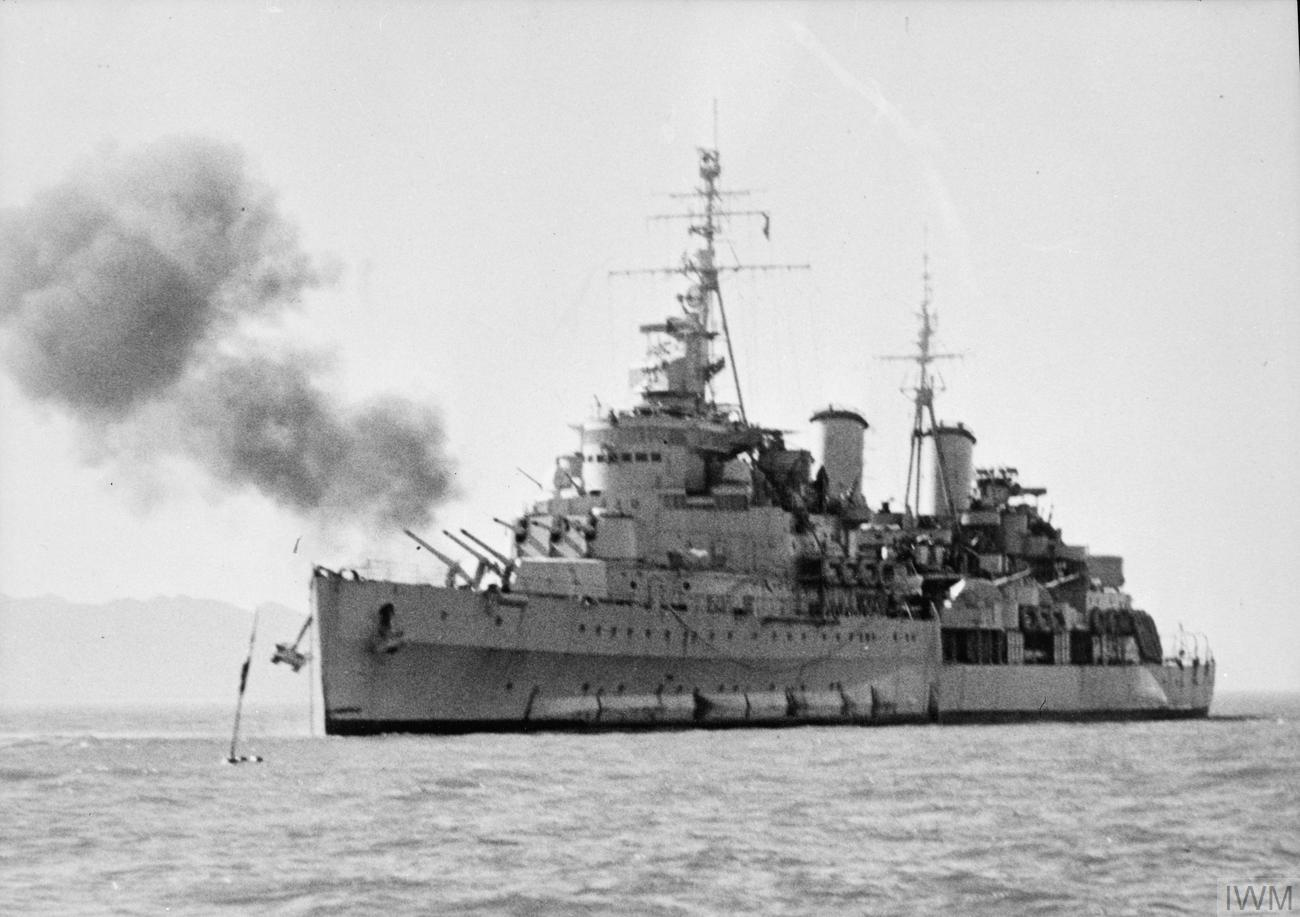
HMS Belfast trăgând o salvă împotriva trupelor inamice de pe coasta de vest a Coreei, martie 1951
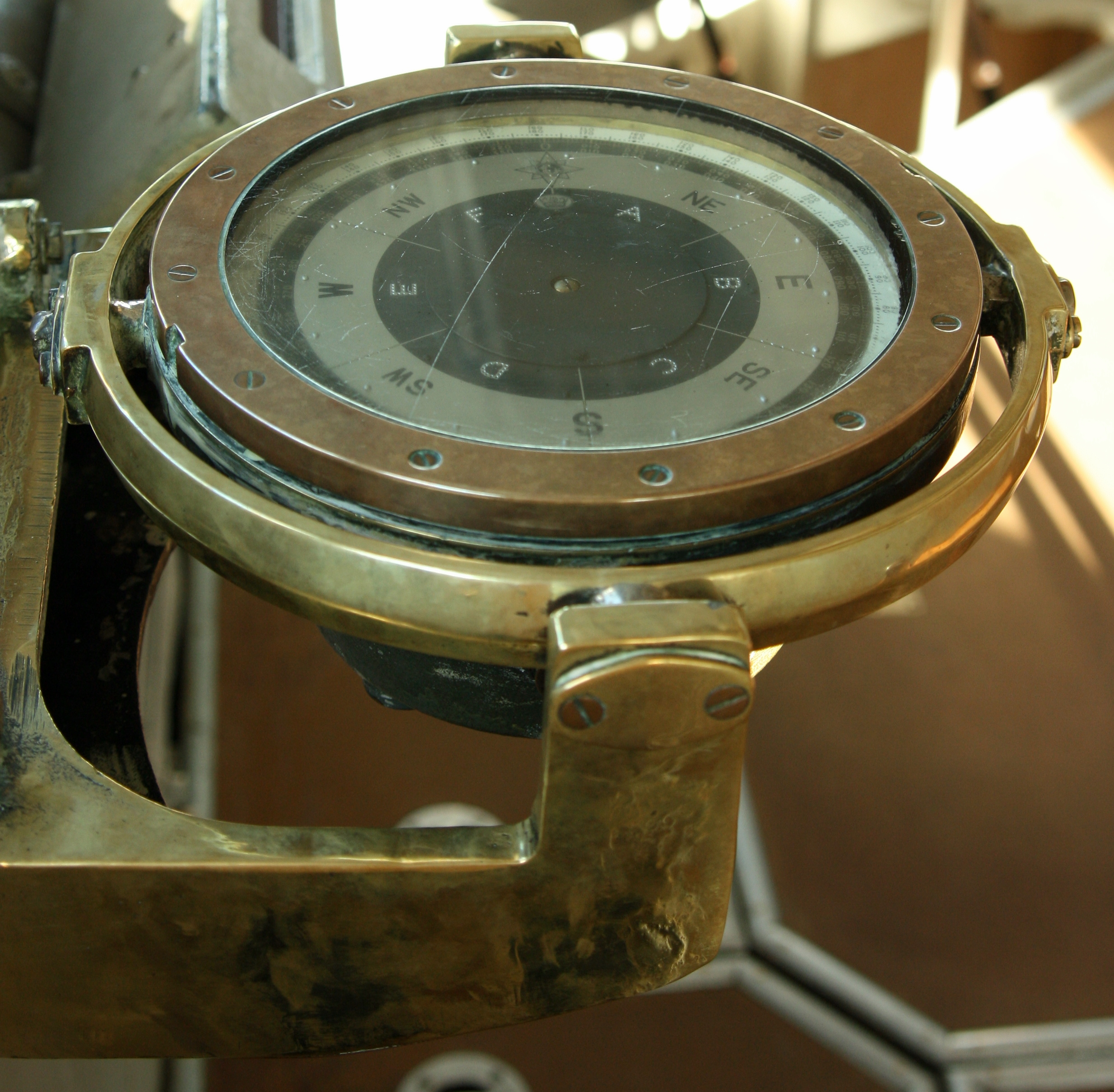
Busolă în articulație cardanică
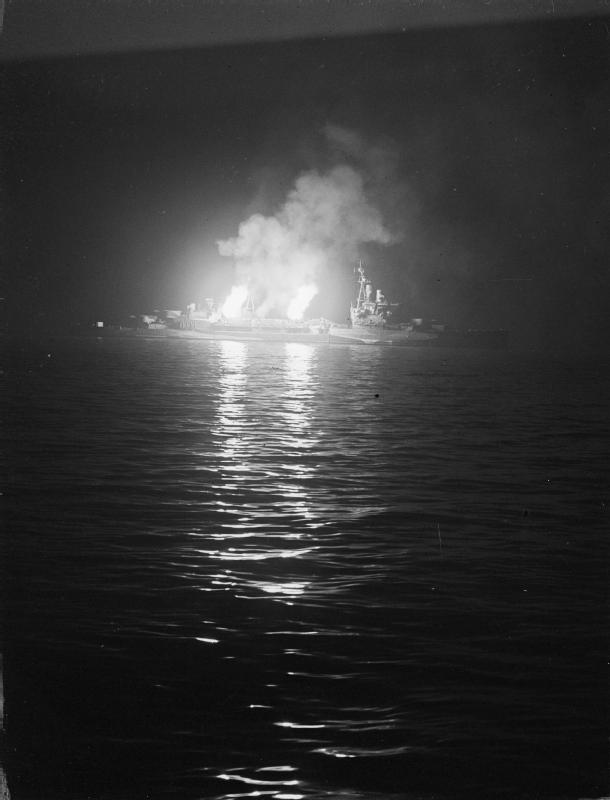
HMS Belfast, bombardând pozițiile germane în Normandia
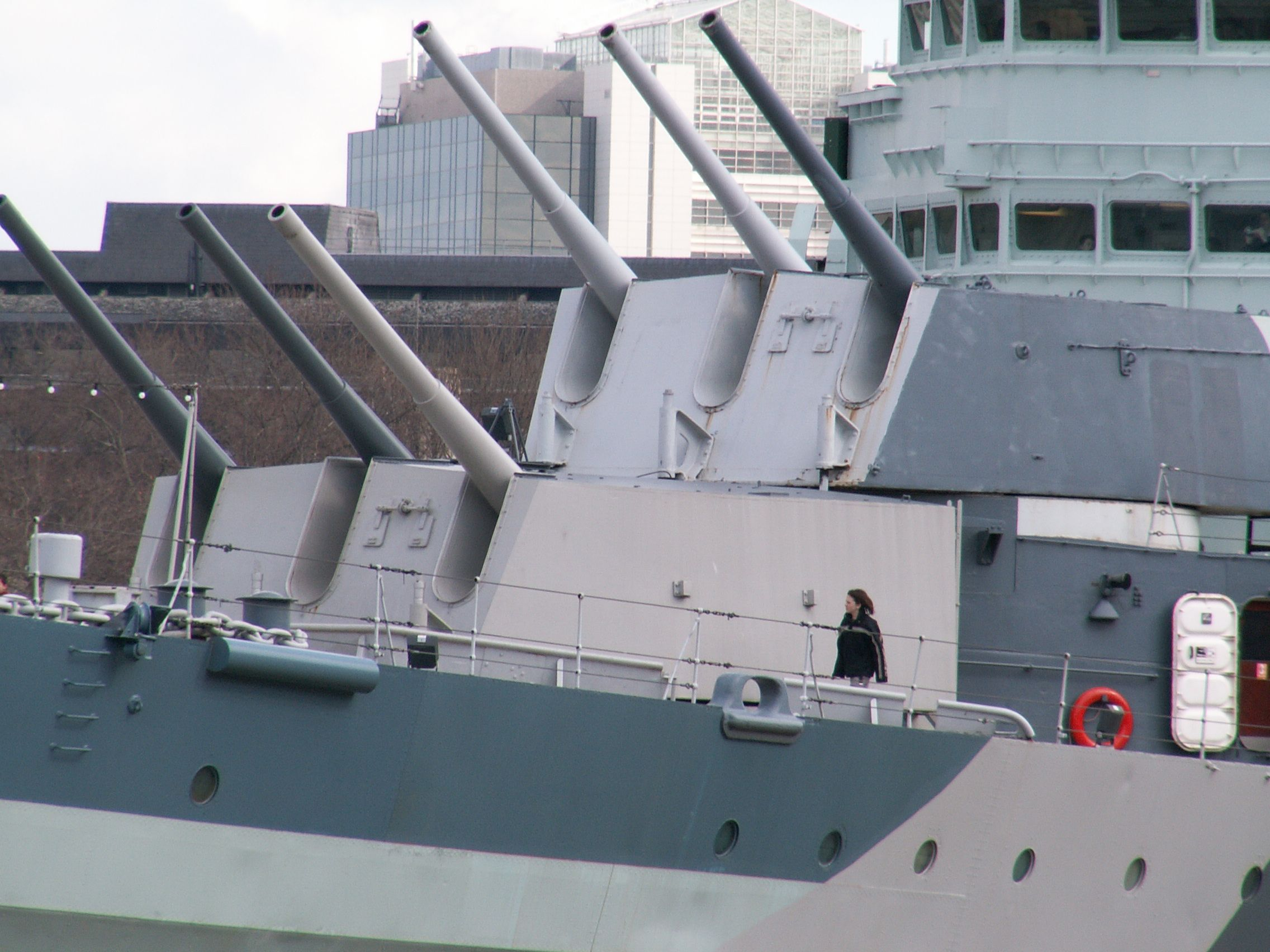
Tunuri pe HMS Belfast